# Bufo bankorensis
Bufo bankorensis és una espècie d'amfibi de la família dels bufònids que viu a Taiwan.
Està amenaçada d'extinció per la pèrdua del seu hàbitat natural.